# ميلان كاب
ميلان كاب (باليابانية: 加部 未蘭) (17 يونيو 1992 في كودايرا في اليابان – )؛ هو لاعب كرة قدم ياباني سابق كان يلعب كمهاجم.

## وصلات خارجية
- ميلان كاب على موقع رابطة كرة القدم اليابانية للمحترفين (اليابانية)
- ميلان كاب على موقع قاعدة بيانات كرة القدم.إي يو (الإنجليزية)
- ميلان كاب على موقع Soccerway.com (الإنجليزية)
- ميلان كاب على موقع كووورة